# Gottfried I. (Tübingen)

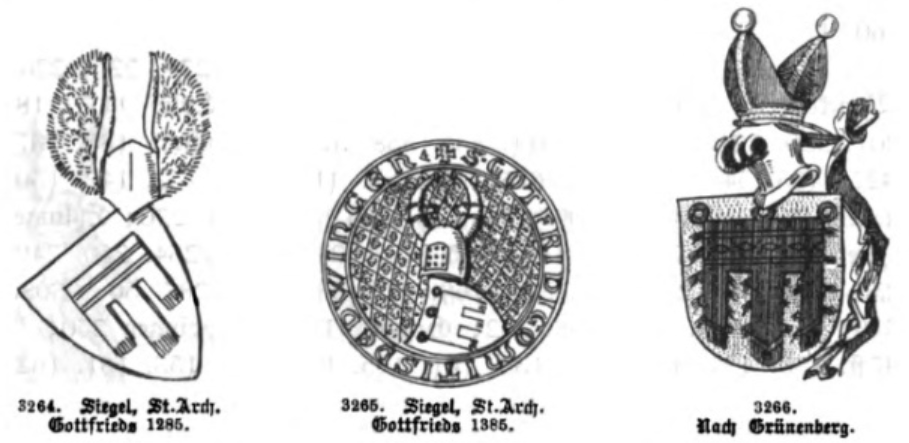
Siegel und Wappen Gottfrieds von Tübingen aus Albertis Wappenbuch

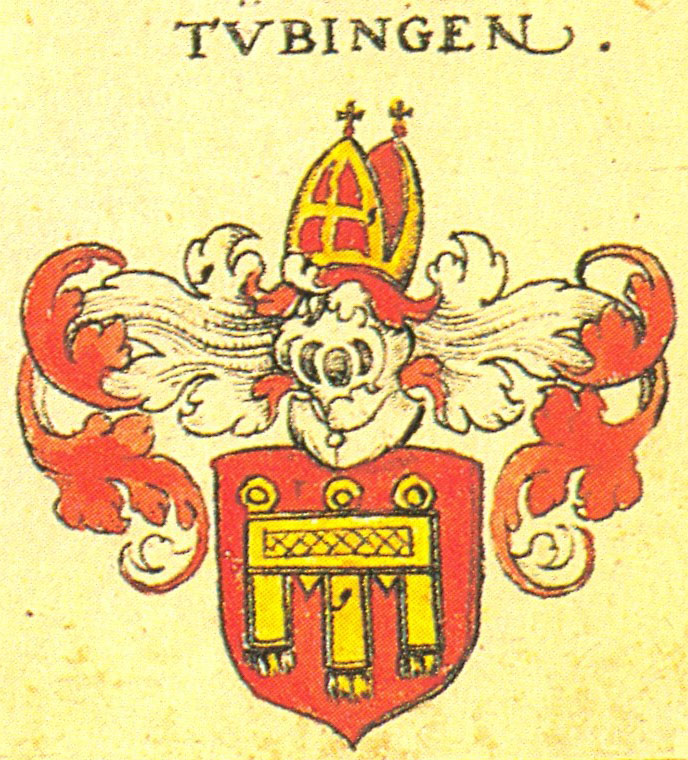
Wappen der Pfalzgrafen von Tübingen aus Johann Siebmachers Wappenbuch

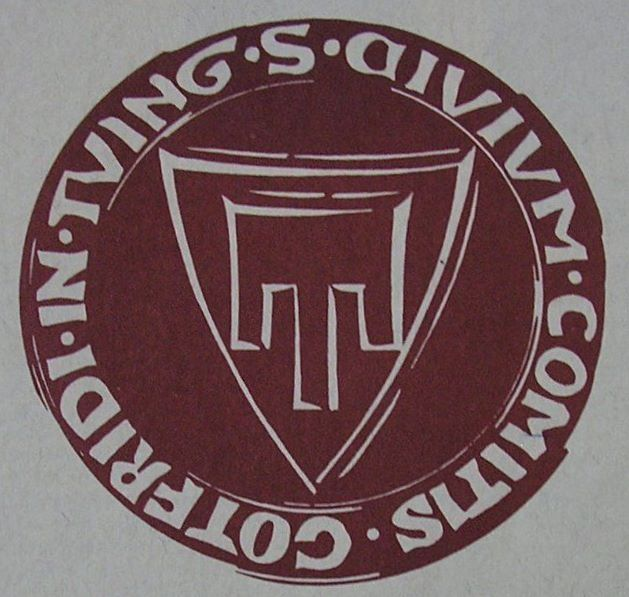
Siegel des Pfalzgrafen Gottfried von Tübingen

Gottfried I. oder Götz († 30. Januar 1316) entstammte dem Geschlecht der Pfalzgrafen von Tübingen und war Graf von Böblingen.

## Herkunft und Familie
Gottfried I. war ein Sohn von Rudolf IV. († 1271), Graf von Asperg-Böblingen, und der Luitgard von Calw. Er heiratete Elisabeth, Gräfin von Fürstenberg und verschrieb ihr in Böblingen am 28. Mai 1295 an Stelle des an das Esslinger Spital verkauften Dorfes Möhringen die Dörfer Gechingen und Schönaich als Morgengabe.
Stammliste:
Wilhelm I. († 1252), Graf von Asperg-Gießen-Böblingen, ⚭ Willibirg von Württemberg
1. Rudolf IV. († 1271), Graf von Asperg und Böblingen ⚭ Luitgard von Calw
  1. Gottfried I. († 1316), Graf von Böblingen, Pfalzgraf von Tübingen,[3] ⚭ Elisabeth von Fürstenberg
    1. Gottfried II., Graf von Tübingen-Böblingen
    2. Wilhelm II. († 1327), Pfalzgraf von Tübingen, Graf von Tübingen-Böblingen ⚭ Heilika von Eberstein
      1. Gottfried II. († 1369), Pfalzgraf von Tübingen, verkaufte Tübingen 1342 an Württemberg, erbte über seine Frau Clara von Freiburg die Herrschaft Lichteneck und begründete die Linie Tübingen-Lichteneck

    3. Heinrich II., Graf von Tübingen-Böblingen
    4. Agnes von Tübingen ⚭ Ulrich von Rechberg der Ältere
    5. Hugo von Tübingen
    6. Egon von Tübingen, Landkomtur zu Bozen des Deutschordens
    7. Beatrix von Tübingen
    8. Willibirg von Tübingen (* um 1291; † nach 1320)[4] ⚭ 1313 Hermann II., Herzog von Teck-Oberndorf, (* um 1282/1283; † nach 10. Juni 1319)[5]
2. Ulrich I. von Asperg († 1283) ⚭ Elisabeth von Veringen
  1. Ulrich II. von Asperg-Beilstein ⚭ Anna von Löwenstein

## Leben und Wirkungskreis
Nach dem Ableben seines Onkels Ulrich I. von Asperg († 1283) urkundete Gottfried mehrfach auf dem Asperg, bis hier sein Vetter Ulrich II. von Asperg in Erscheinung trat.

### Geschenke und Verkäufe an das Kloster Bebenhausen
Gottfried I. schenkte dem Kloster Bebenhausen  mit Zustimmung seiner Frau und zum Heil seiner Seele das Patronatrecht in Echterdingen und das Dorf Schönaich mit aller Zugehörde unter dem Vorbehalt, dass, falls er eheliche Nachkommenschaft bekommt, das Kloster nach seinem Tode nur so lange das genannte Dorf besitzen soll, bis es aus dessen Einkünften 300 Mark Silber eingenommen hat. Er verkaufte am 15. Mai 1295 an Kloster Bebenhausen den Fronhof und andere Güter in und bei Tübingen.

### Burg Roseck
Die ehemalige Burg Roseck bei Unterjesingen wurde ursprünglich wahrscheinlich von den Pfalzgrafen von Tübingen zur Zeit der Staufer (1138–1254) erbaut. Erstmals wird sie 1287 erwähnt. Gottfried I. war einer der schwäbischen Grafen, deren Widerstand König Rudolf im Jahr 1287 brach, und musste damals diesem König diese Festung (castrum Rosseccke) überantworten.

### Burg Kellmünz
Die Burg Kellmünz gehörte den Pfalzgrafen von Tübingen bis zu dem Tode des Pfalzgrafen Gottfried I. Gottfried I. hatte eine Tochter namens Agnes, die mit Ulrich von Rechberg dem Älteren verheiratet war und von dem väterlichen Erbe Kellmünz an der Iller und Sindelfingen erhielt.